# Diáspora polonesa

Mapa mundial da diáspora polonesa.
Polônia
+ 10.000.000
+ 1.000.000
+ 100.000
+ 10.000

A diáspora polonesa compreende poloneses e pessoas de origem ou herança polonesa que vivem fora da Polônia. A diáspora polonesa também é conhecida no polonês moderno como Polonia, o nome da Polônia em latim e em muitas línguas românicas.
Há cerca de 20 milhões de pessoas de ascendência polonesa vivendo fora da Polônia, o que torna a diáspora polonesa uma das maiores do mundo e uma das mais dispersas. Os motivos para o deslocamento incluem mudanças de fronteiras, expulsões forçadas, reassentamento por exílio voluntário e forçado e emigração política ou econômica.
Populações substanciais de ascendência polonesa podem ser encontradas em sua região nativa da Europa Central e Oriental e em muitos outros países europeus, bem como nas Américas e na Austrália.
A Polônia nos países de língua inglesa geralmente usa um dialeto do polonês chamado Ponglish. Ele é composto de um núcleo polonês com muitas palavras em inglês dentro dele.
Há também comunidades polonesas menores na maioria dos países da Ásia e da África, principalmente no Cazaquistão e na África do Sul.

## História
Os poloneses participaram da criação dos primeiros assentamentos europeus nas Américas. No século XVII, missionários poloneses chegaram pela primeira vez ao Japão. Um grande número de poloneses deixou o país durante as Partilhas da Polônia por motivos econômicos e políticos, além da perseguição étnica praticada pela Rússia, Prússia e Áustria.
Muitos dos poloneses que emigraram eram judeus, que fazem parte da diáspora judaica. A Segunda República Polonesa abrigava a maior população judaica do mundo e foi seguida por invasões da Polônia pela Alemanha e pela União Soviética. Mais de 3 milhões de judeus poloneses foram assassinados no Holocausto pela Alemanha nazista durante a Segunda Guerra Mundial. A maioria dos sobreviventes migrou posteriormente para o Mandato da Palestina, já que a Polônia foi o único país do Bloco do Leste a permitir a livre aliá judaica sem vistos ou permissões de saída no final da guerra. Muitos judeus remanescentes, inclusive membros da linha dura stalinista e membros do aparato de segurança, deixaram a Polônia durante a crise política de 1968, quando o Partido Operário Unificado Polonês, pressionado por Leonid Brezhnev, aderiu à campanha "antissionista" soviética desencadeada pela Guerra dos Seis Dias. Em 1998, a população judaica da Polônia foi estimada em 10.000 a 30.000.
Recentemente, houve uma grande emigração de poloneses após a adesão da Polônia à União Europeia e a abertura do mercado de trabalho da UE. Cerca de 2 milhões de poloneses, principalmente jovens, aceitaram empregos no exterior. A maioria dos poloneses vive na Europa, nas Américas e na Austrália, mas alguns poloneses se estabeleceram em menor número na Ásia, na África e na Oceania, como migrantes econômicos ou como parte de missões católicas.

## Europa

### Azerbaijão
Estima-se que 2.000 poloneses étnicos vivam no Azerbaijão.

### Bielorrússia
De acordo com o censo, há 396.000 poloneses vivendo em Bielorrússia (censo oficial de 1999; as estimativas são maiores de acordo com várias ONGs). Eles formam a segunda maior minoria étnica do país, depois dos russos. A maioria dos poloneses vive no oeste de Bielorrússia (incluindo 294.000 na região de Grodno, em polonês: Grodzieńszczyzna).
Durante a Segunda Guerra Mundial, a União Soviética reassentou à força um grande número de poloneses bielorrussos na Rússia, no Cazaquistão e no Uzbequistão. Poucos poloneses bielorrussos vivem hoje na Sibéria e no Extremo Oriente russo, e alguns dos que conseguiram sobreviver ao reassentamento voltaram para a Polônia depois de 1956.
O censo de 1959 registrou 538.881 poloneses étnicos na Bielorrússia (332.300 na região de Grodno, 83.800 na região de Vitebsk, 70.000 na região de Minsk, incluindo Minsk, 42.100 na região de Brest, 7.200 na região de Gomel e 3.500 na região de Mogilev).

### Benelux
A imigração polonesa para a Holanda tem aumentado constantemente desde que a Polônia entrou para a UE, e agora 173.231 poloneses vivem no país (2021, primeira geração). A maioria deles são trabalhadores convidados do programa de contratos de trabalho da União Europeia, à medida que mais poloneses conseguem empregos na indústria leve. O número de cidadãos poloneses pode dobrar na próxima década, dependendo das condições econômicas da Polônia. A maioria dos poloneses na Holanda está em Haia (30.000), mas os emigrantes poloneses há muito tempo se estabeleceram em Amsterdã e em cidades industriais como Utrecht e Groninge. Os imigrantes poloneses chegaram para encontrar emprego no país nos séculos XIX e XX.
A Bélgica tem 70.000 poloneses, mas o número de belgas descendentes de poloneses pode chegar a 200.000). A atual rainha dos belgas, Rainha Mathilde, é filha de um polonês, a Condessa Anna Maria d'Udekem d'Acoz, nascida Komorowska.
Luxemburgo tem quase 3.000.

### República Tcheca

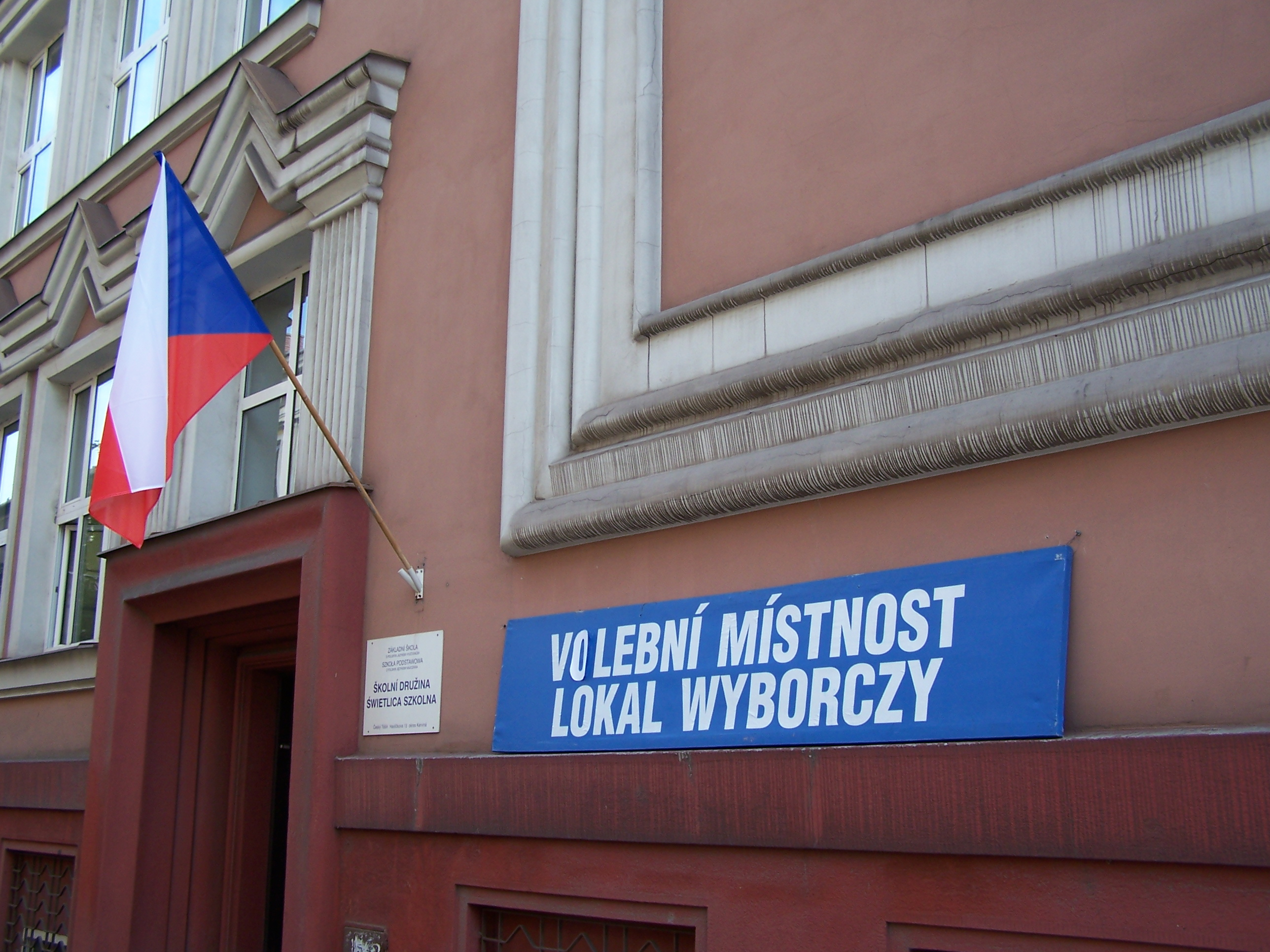
Placas bilíngues tcheco-polonesas durante as eleições municipais em Český Těšín, República Tcheca.

A comunidade polonesa na República Tcheca está concentrada em Cieszyn Silesia (ou Trans-Olza), no nordeste do país. Suas origens remontam às mudanças de fronteira após a Primeira Guerra Mundial, que dividiu a área entre a Polônia e o que era então a Tchecoslováquia, deixando muitos poloneses no que hoje é o lado tcheco da fronteira. A população polonesa era de 38.218 pessoas no censo de 2021.

### Dinamarca
Estima-se que cerca de 40.000 poloneses vivam na Dinamarca. A maioria vive na capital, Copenhague.

#### Ilhas Faroe
Os poloneses representam 0,2% da população das Ilhas Faroe, seguidos pelos noruegueses. A maioria vive na capital, Tórshavn.

### Finlândia
A história da comunidade polonesa na Finlândia data do início do século XIX, quando muitos poloneses da parte do país controlada pela Rússia se estabeleceram lá. Em 1917, havia cerca de 4.000 poloneses na Finlândia, a maioria soldados do Exército Imperial Russo, e quase todos haviam retornado à sua terra natal em 1921. A Finlândia nunca foi um destino importante para imigrantes poloneses, e apenas cerca de 5.400 poloneses vivem lá. A maioria tem boa formação: músicos, médicos, engenheiros e arquitetos com famílias. Cerca de metade vive em Helsinque, e a maior organização polonesa no país é a Associação Polonesa, fundada em 3 de abril de 1917.

### França
Entre 500.000 e um milhão de pessoas de ascendência polonesa vivem na França. Elas estão concentradas na região Nord-Pas-de-Calais, nas áreas metropolitanas de Lille e Paris e na bacia de mineração de carvão (Bassin Minier) em torno de Lens e Valenciennes. Entre os membros proeminentes estão Frédéric Chopin, Adam Mickiewicz, René Goscinny, Marie Curie, Michel Poniatowski, Raymond Kopa, Ludovic Obraniak e Edward Gierek. Durante séculos, houve uma aliança entre a França e a República das Duas Nações: a rainha consorte da França que reinou por mais tempo foi uma polonesa, Marie Leszczyńska. Muitos poloneses se estabeleceram na França após o domínio de Napoleão e o colapso do Ducado de Varsóvia, quando 100.000 poloneses, em grande parte refugiados políticos, fugiram dos russos e prussianos, que tomaram a Polônia. A Grande Emigração, a partir da primeira metade do século XIX, fez com que muitos poloneses fossem alistados para lutar no exército francês. Outra onda de migração polonesa ocorreu entre as duas guerras mundiais, quando muitos foram contratados como trabalhadores terceirizados para trabalhar temporariamente na França. Os refugiados poloneses também fugiram das ocupações nazistas e soviéticas na década de 1940. Estima-se que de 100.000 a 200.000 poloneses vivam em Paris. Muitos imigrantes da UE estão no sul da França, incluindo as cidades de Arles, Marselha e Perpignan.

### Alemanha
A segunda "maior Polônia" do mundo e a maior da Europa é a minoria polonesa na Alemanha. As estimativas do número de poloneses que vivem na Alemanha variam de 2 milhões a cerca de 3 milhões. A principal organização polonesa é a Congresso Polonês Alemão. Os sobrenomes poloneses são muito comuns na Alemanha.

### Grécia

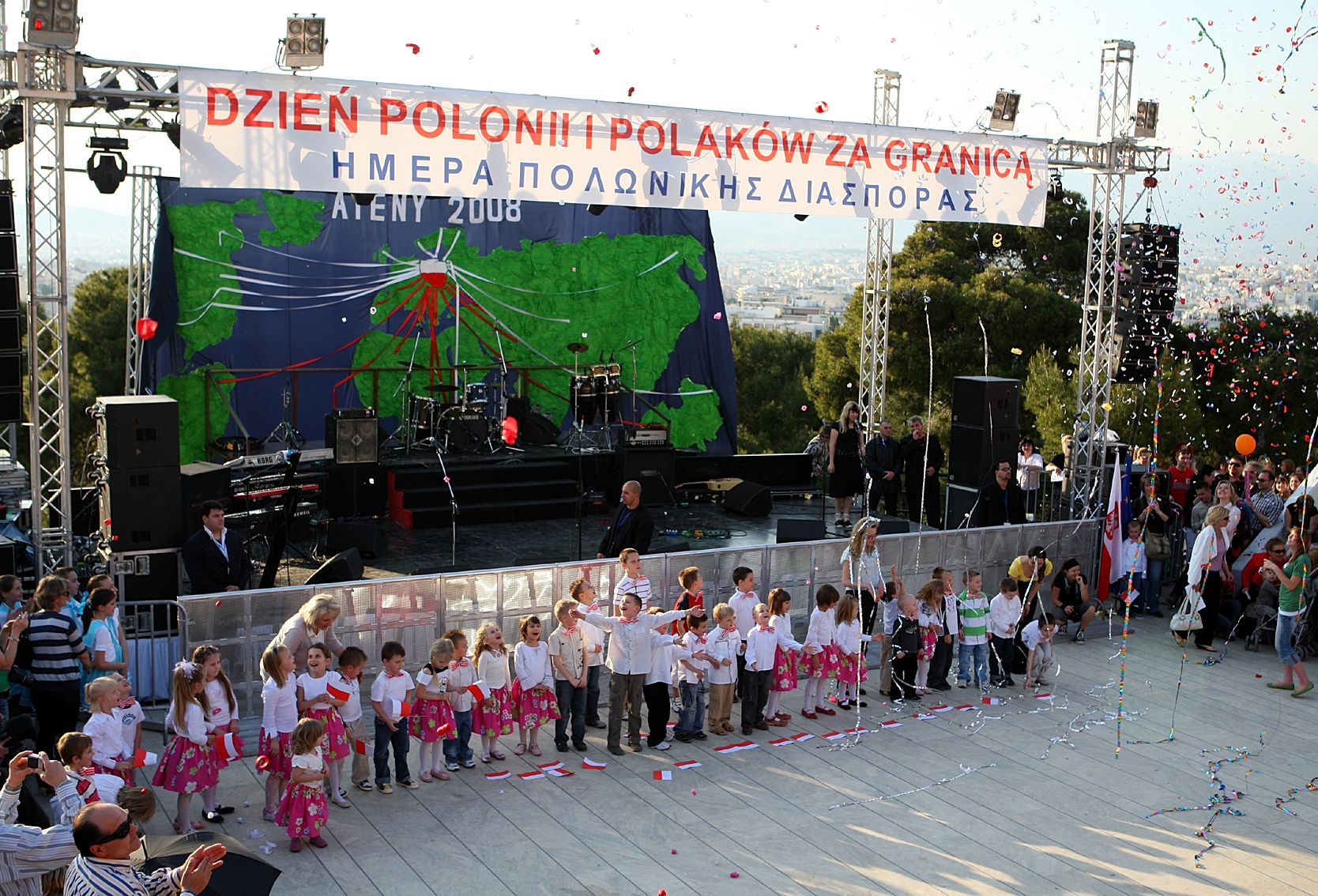
Dias da Polônia em Atenas (2008).

A minoria polonesa na Grécia conta com mais de 50.000 pessoas, a maioria das quais são imigrantes de primeira geração. Pode haver muito mais, já que a Igreja Ortodoxa Grega administra nomes gregos para casamentos e batizados. As estatísticas mostram que mais de 300.000 poloneses visitam a Grécia todos os anos para fazer turismo, especialmente durante os meses de verão. Entre as pessoas famosas com etnia mista polonesa e grega está a cantora polonesa Eleni Tzoka.

### Hungria
A minoria polonesa na Hungria é de cerca de 10.000 pessoas e tem uma longa história de mais de 1.000 anos. A Comunidade Polonesa-Lituana incluía 16 cidades de territórios húngaros e o Império Austro-Húngaro (1867-1918) incluía a região polonesa da Galícia. As relações entre a Hungria e a Polônia são fortes e positivas e são melhor descritas em um poema, "Pole, Hungarian, two good friends" (Polonês e húngaro, dois bons amigos), sobre o senso fraterno de semelhança nas culturas polonesa e húngara. Budapeste é o lar de uma grande comunidade polonesa, e também há poloneses étnicos na parte norte do país, na fronteira com a Eslováquia e a Ucrânia. A maioria dos polonêses-húngaros são católicos romanos praticantes, mas muitos são membros das igrejas católicas orientais (polonesa-carpática ou carpato-ucraniana) e grega.

### Islândia
A minoria polonesa na Islândia é relativamente nova. Em 2019, os poloneses constituíam cerca de 5% da população total da Islândia e são, de longe, a maior minoria étnica do país.

### Irlanda

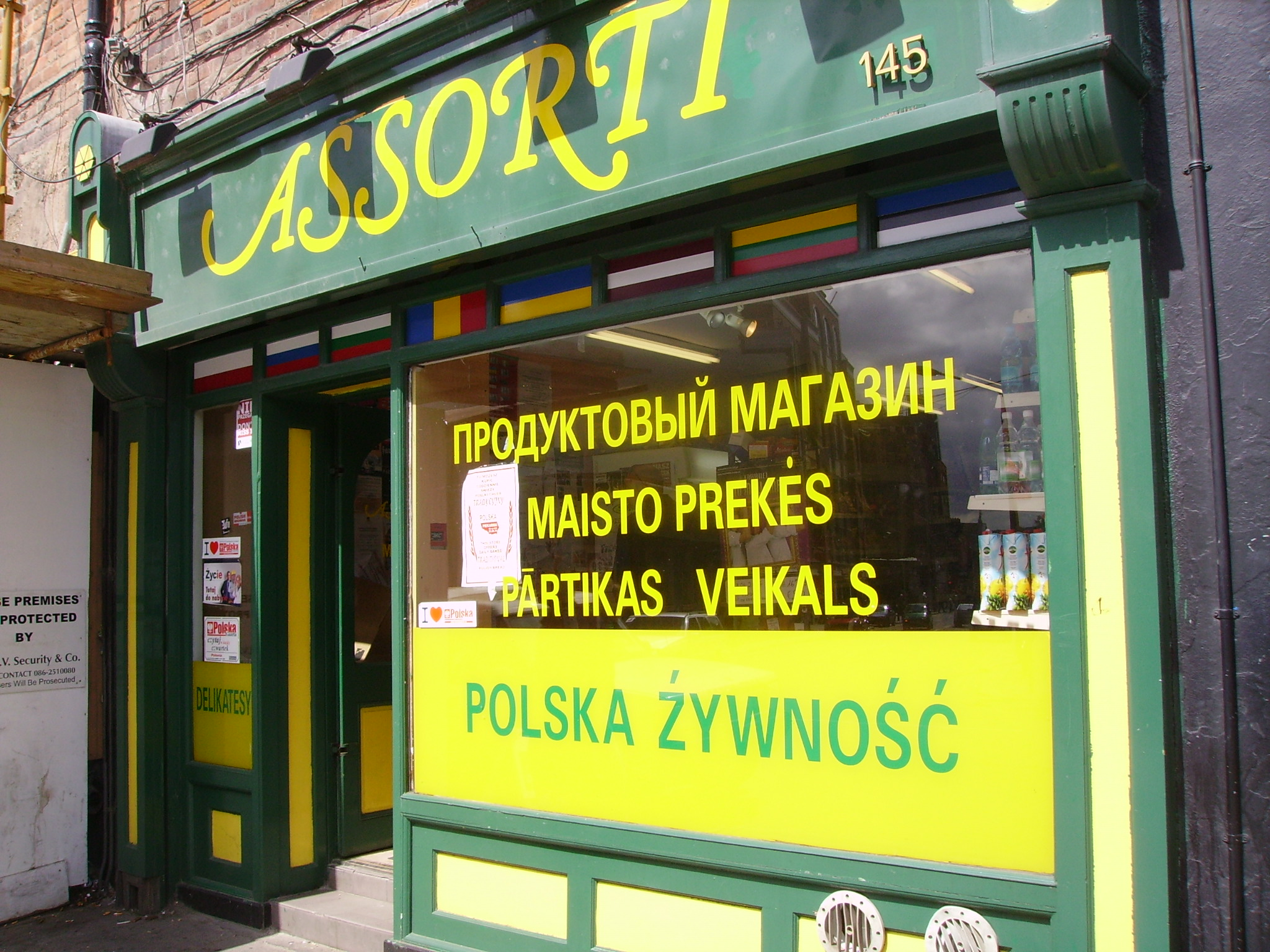
Uma loja polonesa em Dublin, Irlanda.

Depois que a Polônia entrou para a União Europeia em 2004, a Irlanda imediatamente abriu suas fronteiras e recebeu trabalhadores poloneses como mão de obra qualificada relativamente barata (somente o Reino Unido e a Suécia fizeram o mesmo). A Irlanda rapidamente se tornou um destino importante para jovens poloneses que buscam trabalho fora do país. De acordo com o censo de 2011, há 122.585 poloneses vivendo na Irlanda, a maior minoria étnica do país.

### Itália
A minoria polonesa na Itália é de 97.986, mas as estimativas apontam para 130.000 poloneses no país. A maioria dos poloneses são imigrantes do final do século XX, atraídos pelo desejo da economia italiana por mão de obra importada. Grandes comunidades de imigrantes poloneses são encontradas em Roma, Milão e Veneza. A imigração polonesa para a Itália pode continuar enquanto o programa de mão de obra contratada da UE entre os dois países permanecer em vigor.

### Letônia
Os poloneses formam cerca de 2,3% da população total da Letônia e somam 51.548 pessoas, concentradas principalmente nas maiores cidades do país: Riga e Daugavpils. Como a maioria deles não usa o letão como idioma principal, seu status de cidadania pode variar.

### Lituânia
De acordo com o censo de 2021, os poloneses são 6,52% da população da Lituânia e mais de 16% da população de Vilnius.

### Noruega
Recentemente, a Noruega recebeu um fluxo de trabalhadores migrantes poloneses. Isso ocorre porque a Noruega é membro do Espaço Econômico Europeu, proporcionando a mesma livre circulação de mão de obra que existe entre os membros da União Europeia. De acordo com o Agência Norueguesa de Estatísticas, há 108.255 poloneses na Noruega (estimativa oficial da Noruega de 2019) e representam 2,10% da população norueguesa. É a maior minoria étnica do país.

### Portugal
Em dezembro de 2022, havia cerca de 4.326 poloneses em Portugal, principalmente imigrantes recentes. Além disso, cerca de 300 poloneses adquiriram a cidadania portuguesa desde 2008, fazendo com que o número de poloneses no país seja de cerca de 4.650 pessoas. Entre os luso-poloneses mais notáveis estão José de Chelmicki, general do exército português, o revolucionário João Guilherme Ratcliff, o arquiteto Étienne de Gröer, a escritora Esther Mucznik, o intelectual Mário Dorminsky, o historiador Samuel Schwarz e o jogador de futebol Tomás Podstawski.

### Romênia
De acordo com o censo de 2002, 3.671 poloneses vivem na Romênia, principalmente nos vilarejos do condado de Suceava. Há até mesmo três vilarejos exclusivamente poloneses: Nowy Sołoniec, Plesza e Pojana Mikuli. Os poloneses na Romênia formam uma minoria nacional oficialmente reconhecida e têm uma cadeira na Câmara dos Deputados (atualmente ocupada por Ghervazen Longher) e acesso a escolas primárias e centros culturais poloneses (conhecidos como "Casas Polonesas").

### Rússia e União Soviética

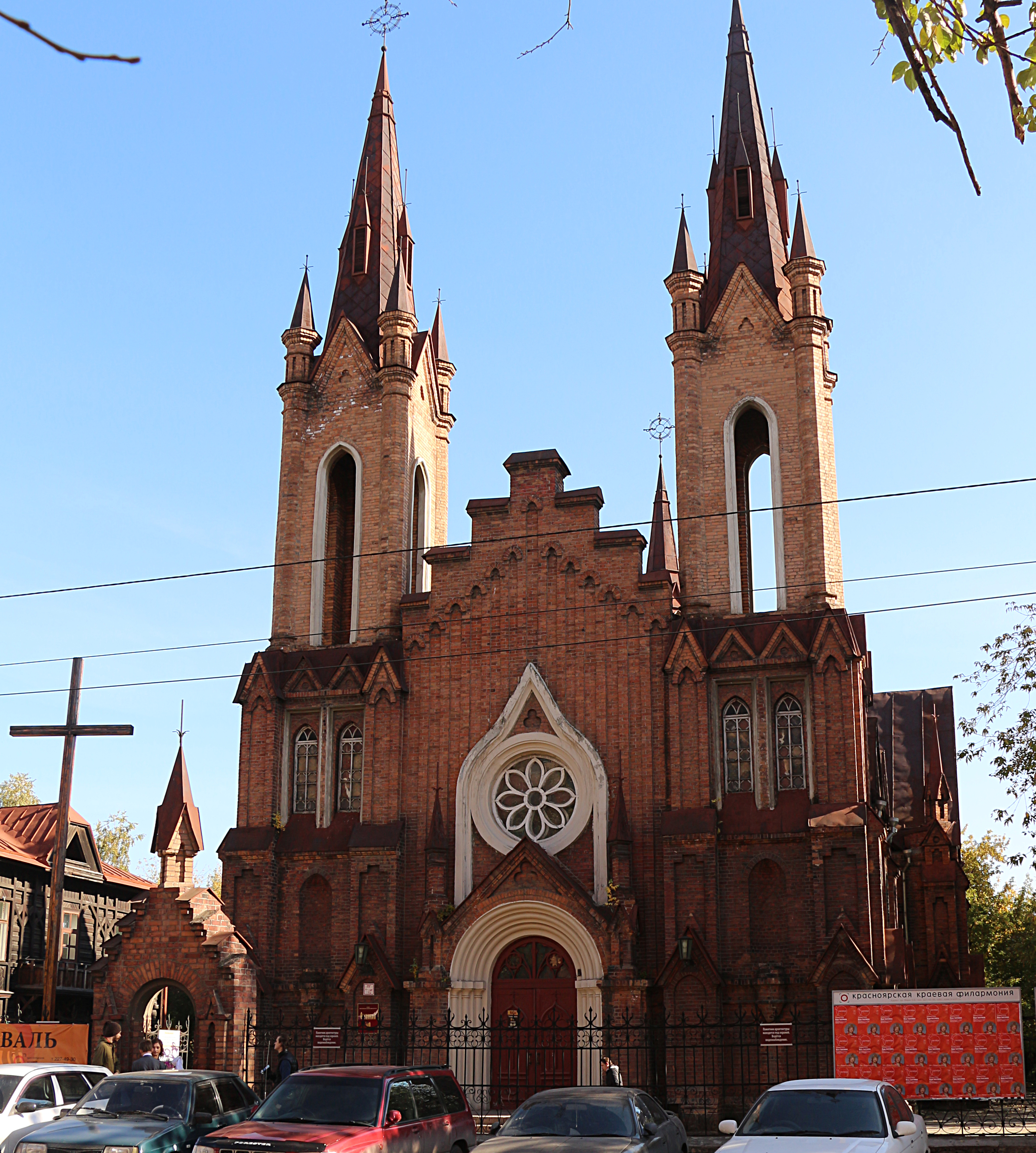
Catedral Católica da Transfiguração em Krasnoyarsk, Sibéria, construída pelo arquiteto polonês-russo Vladimir Sokolowski.

Durante a Segunda Guerra Mundial, a União Soviética anexou grande parte dos antigos territórios de Kresy, no leste da Polônia. Muitos poloneses foram expulsos, mas um número significativo permaneceu no que hoje é a Bielorrússia, a Ucrânia e a Lituânia. As autoridades soviéticas também reassentaram à força um grande número de poloneses na Rússia, no Cazaquistão e no Uzbequistão. Os seguintes países pós-soviéticos mantêm minorias polonesas significativas.
- Bielorrússia - 396.000.
- Cazaquistão - entre 60.000 e 100.000.
- Lituânia - entre 250.000 e 300.000.
- Letônia - entre 60.000 e 75.000.
- Moldávia e Transnístria - entre 4.000 e 20.000.
- Rússia - cerca de 300.000.
- Ucrânia - 144.000.

### Sérvia
Há uma pequena comunidade de descendentes de mineiros da Silésia em Ostojićevo. No censo de 2011, 741 se declararam poloneses.

### Eslováquia
De acordo com os resultados do censo eslovaco de 2011, há 3.084 (0,1%) poloneses vivendo na Eslováquia. Em comparação com o censo húngaro de 1910, houve uma diminuição significativa, pois naquela época havia 10.569 falantes da língua polonesa no território da atual Eslováquia.

### Espanha
A minoria polonesa na Espanha tem entre 45.000 e 60.000 pessoas. A população polonesa é formada principalmente por trabalhadores convidados que aproveitaram o boom econômico da Espanha durante a década de 1990. Madrid, Barcelona, Sevilha, San Sebastian e Valência têm populações polonesas significativas. A minoria polonesa na Espanha é relativamente jovem, 74% têm entre 20 e 49 anos de idade.

### Suécia
Assim como apenas o Reino Unido e a Irlanda, a Suécia permitiu que os poloneses trabalhassem no país depois que a Polônia entrou para a União Europeia em 2004. Estima-se que os poloneses na Suécia sejam cerca de 103.191 pessoas, 88.704 das quais nasceram na Polônia e 14.487 com ambos os pais nascidos na Polônia. Os poloneses são, portanto, o quinto maior grupo de imigrantes da Suécia, depois dos finlandeses, iraquianos, ex-iugoslavos (bósnios, croatas, sérvios) e sírios. A maioria deles são trabalhadores convidados que foram convidados a vir para a Suécia desde 1990 por meio de contratos com o governo sueco. A maioria dos residentes poloneses vive em Estocolmo, e os demais vivem ao sul da cidade, em direção ao Mar Báltico. Historicamente, a Polônia e a Suécia tiveram algum intercâmbio cultural, e o Império Sueco ocupou a costa polonesa do Mar Báltico (Gdańsk e Pomerânia) em várias épocas, do século XIII ao século XVIII.

### Suíça
Assim como a comunidade polonesa da Finlândia, alguns poloneses da diáspora da Alemanha vieram da bacia do Reno-Ruhr, como trabalhadores imigrantes para a Suíça. A maior comunidade da diáspora polonesa vive no norte da Suíça.

### Turquia
Em 1842, o príncipe Adam Czartoryski fundou o vilarejo de Adampol para imigrantes poloneses que vieram para a Turquia após o fracasso da Levante de Novembro. O vilarejo ainda existe e agora é chamado de Polonezköy (em turco, "Vila Polonesa"). É o principal centro da pequena, mas histórica comunidade polonesa na Turquia. A minoria polonesa na Turquia foi estimada em cerca de 4.000 pessoas. No entanto, é maior do que o censo turco indica devido aos poloneses turquificados que se casam com turcos. Por exemplo, a mãe de Leyla Gencer era Atiye Çeyrekgil, que nasceu Alexandra Angela Minakovska e se converteu ao Islã após a morte de seu marido. Além disso, a mãe de Nazım Hikmet Ran, Ayşe Celile Hanım, era descendente de Mustafa Celaleddin Pasha, que nasceu como Konstantin Borzecki em 1826. Ele imigrou para o Império Otomano após a Revolta da Grande Polônia e abraçou o Islã em 1848. Mais tarde, tornou-se general otomano e morreu em 1876.

### Ucrânia
De acordo com o censo ucraniano de 2001, 144.130 poloneses residiam no país.
Os poloneses começaram a se estabelecer no território da atual Ucrânia no século XIV, depois que a Rutênia Vermelha se tornou parte do Reino da Polônia. O número de poloneses na Ucrânia aumentou gradualmente ao longo dos séculos, mas, após a Segunda Guerra Mundial, diminuiu drasticamente, como resultado da deportação em massa soviética dos poloneses da Ucrânia para a Sibéria e outras regiões orientais da URSS, bem como de uma campanha de limpeza étnica, realizada no início da década de 1940 por nacionalistas ucranianos na parte ocidental do país. Havia um Distrito Autônomo Polonês perto de Zhytomyr que foi criado em 1926, mas foi dissolvido em 1935 e seus habitantes poloneses foram assassinados ou deportados para o Cazaquistão. A maioria dos que sobreviveram à guerra na Ucrânia foi deportada à força para os antigos territórios orientais da Alemanha depois que a Polônia foi deslocada para o oeste pelo Acordo de Potsdam após a Segunda Guerra Mundial.

### Reino Unido

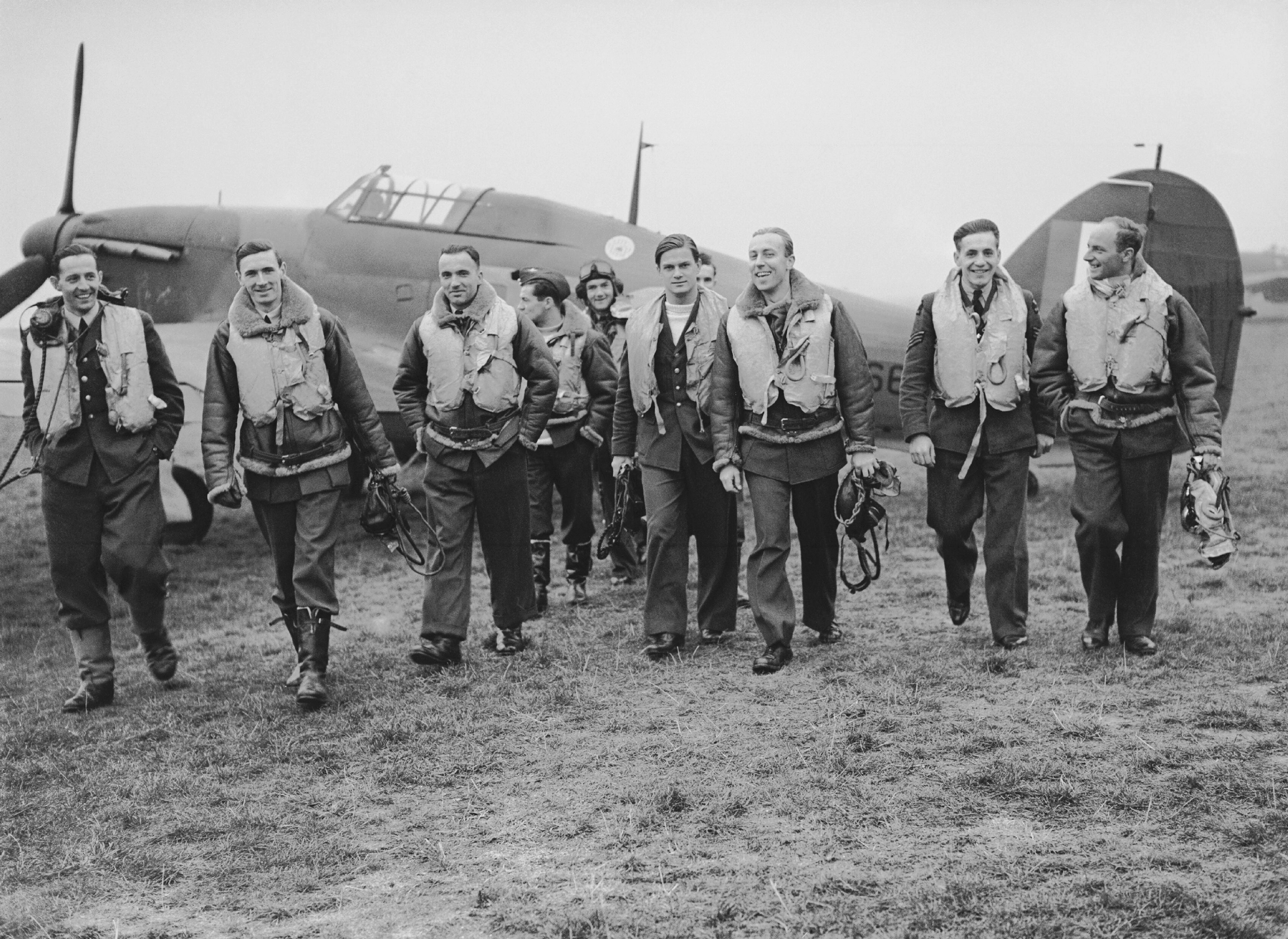
Pilotos do 303º Esquadrão de Caça Polonês com um de seus Hurricanes durante a Batalha da Grã-Bretanha, outubro de 1940.

Foi somente após a Primeira Guerra Mundial que os poloneses se estabeleceram em grande número em Londres, muitos deles vindos dos campos de prisioneiros de guerra em Alexandra Palace e Feltham. Durante a Segunda Guerra Mundial, muitos poloneses foram para o Reino Unido como emigrantes políticos e para se juntar às Forças Armadas polonesas no Ocidente, que estavam sendo recriadas lá. Quando a Segunda Guerra Mundial terminou, um governo comunista foi instalado na Polônia e era hostil aos militares que retornavam do Ocidente. Muitos poloneses se sentiram traídos por seus aliados de guerra e, compreensivelmente, relutaram em voltar para casa. Muitos soldados se recusaram a retornar à Polônia e cerca de 150.000, após ocuparem campos de reassentamento, estabeleceram-se mais tarde no Reino Unido. O governo polonês em Londres não foi dissolvido até 1991, quando um presidente eleito livremente assumiu o cargo em Varsóvia.

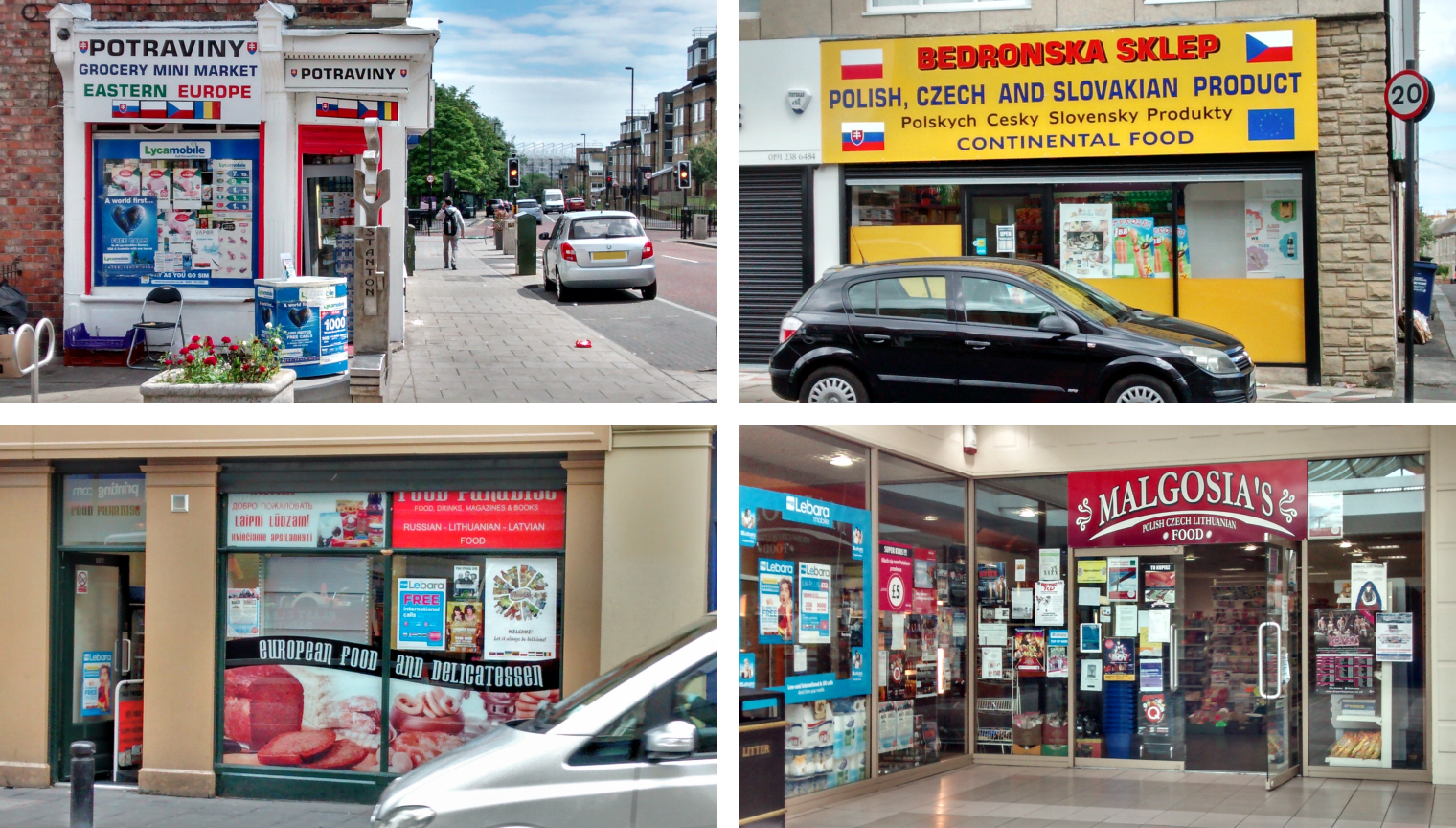
Após a ampliação da UE em 2004, supermercados e lojas de alimentos poloneses surgiram em muitas partes do Reino Unido e da Irlanda.

Depois que a Polônia entrou para a União Europeia em maio de 2004, os poloneses ganharam o direito de trabalhar em alguns outros países da UE. Enquanto a França e a Alemanha implementaram controles temporários para conter a migração da Europa Central, o Reino Unido (juntamente com apenas a Suécia e a Irlanda) não impôs restrições. Muitos jovens poloneses vieram trabalhar no Reino Unido desde então.
As estimativas do número total de pessoas que vivem atualmente no Reino Unido e nasceram na Polônia ou são descendentes de poloneses variam significativamente. Estima-se que havia 831.000 residentes nascidos na Polônia em 2015 e um milhão em 2017. Além de Londres, os poloneses se estabeleceram em Southampton, em Hampshire, Manchester, Bolton e Bury, na Grande Manchester, e Chorley, em Lancashire. Há também grandes concentrações em Bradford, Leeds, Coventry e Nottingham, bem como em South Yorkshire, South Wales, Herefordshire, Rugby, Banbury, Slough, Redditch e Swindon.
A crise econômica no Reino Unido e a economia em crescimento na Polônia reduziram o incentivo econômico para que os poloneses migrassem para o Reino Unido. No último trimestre de 2008, o IPPR afirmou que até metade dos que tinham ido ao Reino Unido para trabalhar poderia ter voltado para casa. Entretanto, o Censo do Reino Unido de 2011 também indica que isso provavelmente nunca foi verdade.
De acordo com o UK Office for National Statistics, a Polônia ultrapassou a Índia como o país estrangeiro de nascimento mais comum para pessoas nascidas no exterior que vivem no Reino Unido em 2015.

### Vaticano
Embora não se estabeleçam no menor país do mundo, muitos padres poloneses passam o tempo de sua formação estudando em uma das universidades da Santa Sé em Roma. O polonês mais famoso que se estabeleceu na Cidade do Vaticano foi, por motivos institucionais, o ex-arcebispo de Cracóvia, cardeal Karol Wojtyła, como Papa João Paulo II (1978-2005).

## América do Norte

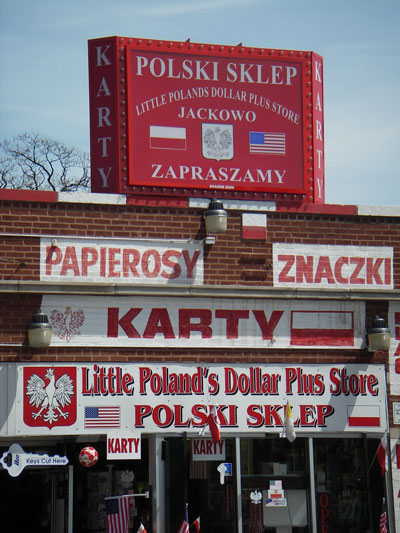
Loja polonesa na Avenida Milwaukee, Chicago.

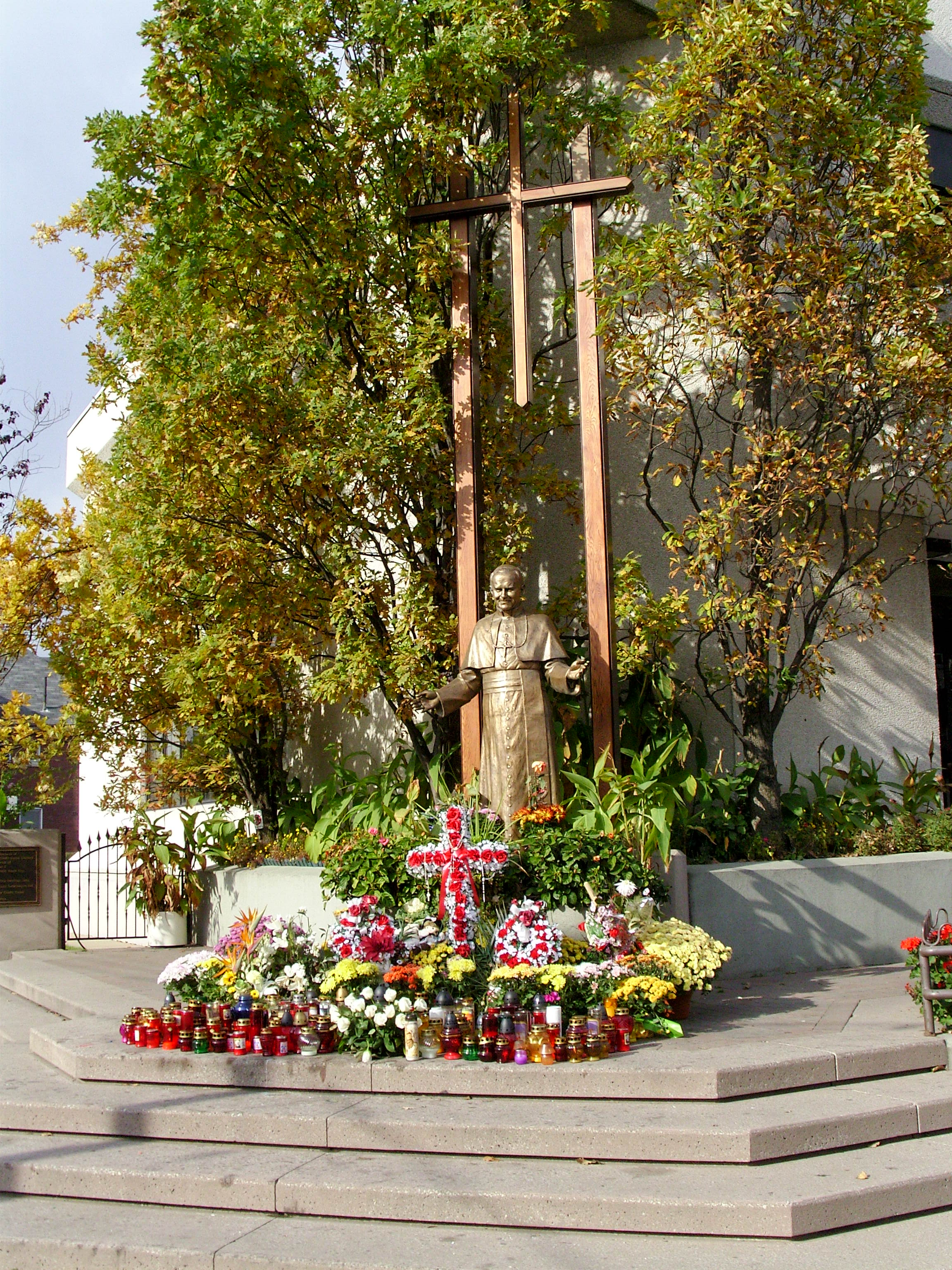
A estátua do Papa João Paulo II em Toronto.

Os Estados Unidos e o Canadá foram o principal foco da migração política e econômica polonesa desde 1850 até a queda da Cortina de Ferro.

### Canadá
De acordo com o Censo do Canadá de 2016, há 1.106.585 canadenses poloneses. A população está amplamente dispersa pelo Canadá. Os primeiros imigrantes poloneses chegaram ao Canadá no século XIX. Uma das maiores concentrações de polonês-canadenses está na área de Roncesvalles, em Toronto. A área realiza anualmente o Festival Polonês, o maior do Canadá. O Congresso Polonês Canadense é uma organização guarda-chuva, fundada em 1944 por canadenses poloneses para coordenar as atividades e articular as preocupações da comunidade em questões de políticas públicas.

### Estados Unidos
Há aproximadamente 10 milhões de polonêses-americanos vivendo nos Estados Unidos.

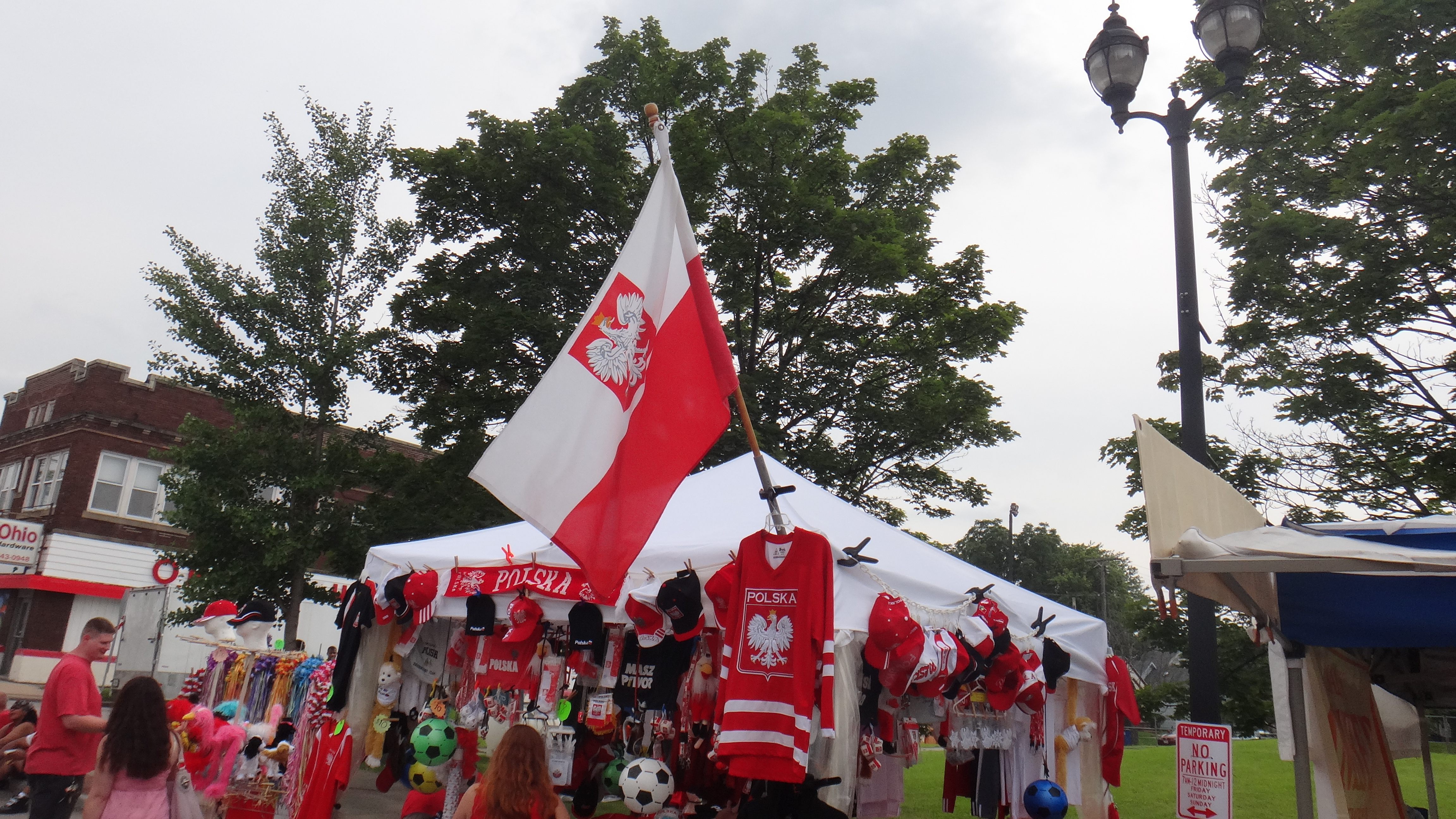
Estande de itens poloneses e com tema polonês no Festival Polonês da Rua Lagrange em Toledo, Ohio.

Há cerca de 185.000 falantes de polonês na Região Metropolitana de Chicago. Os poloneses em Chicago estão presentes em um grande número de organizações polonês-americanas na cidade, como o Museu Polonês da América, a Associação Polonesa Americana, a Aliança Nacional Polonesa e a Aliança dos Highlanders Poloneses da América do Norte.
Pittsburgh, Toledo, Cleveland, Detroit, Grand Rapids, Minneapolis, Buffalo, Brooklyn, Milwaukee, Filadélfia, Baltimore e New Britain também têm populações polonesas muito grandes. Os poloneses americanos mais velhos estão migrando rapidamente para o sudeste (Flórida), sudoeste (Arizona) e costa oeste (Califórnia), mas também para a própria Polônia desde a década de 1990.

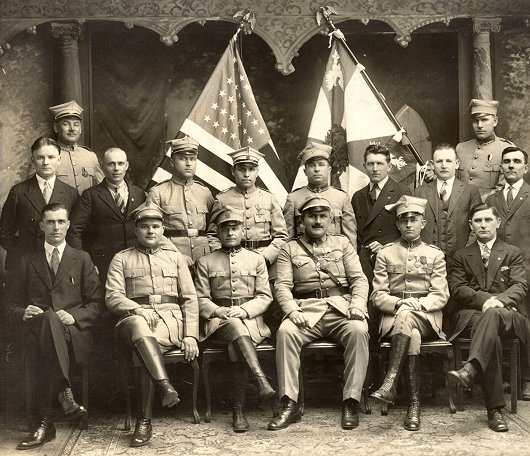
SWAP Branch nº 57 em Elizabeth, New Jersey, em 1928.

Buffalo é vista como a segunda cidade da Polônia nos EUA, pois também é o lar de muitos polonês-americanos. Suas usinas siderúrgicas e fábricas de automóveis deram emprego a muitos imigrantes poloneses no início do século XX. A única cidade a ter celebrações oficiais inspiradas no popular costume polonês do Dyngus Day é Buffalo. Uma seção de New Britain foi oficialmente designada "Little Poland" (Pequena Polônia) em 2007 por votação unânime do Conselho Comum da cidade.
A principal organização polonesa é o Congresso Polonês Americano, cujo objetivo é manter relações estáveis com a Polônia e seu governo em nome dos polonês-americanos.

### México

Dançarinos folclóricos da comunidade polonesa do México.

Os primeiros imigrantes poloneses no México chegaram no final do século XIX. Durante a Segunda Guerra Mundial, o México recebeu milhares de refugiados da Polônia, principalmente de origem judaica, que se estabeleceram nos estados de Chihuahua e Nuevo León.

### Haiti
Cerca de 5.000 poloneses que lutavam em legiões polonesas nos exércitos napoleônicos foram enviados para lutar contra os haitianos rebeldes. Muitos dos poloneses que foram enviados para lá acharam errado lutar contra os haitianos que lutavam por sua liberdade - assim como os poloneses dos exércitos napoleônicos - e cerca de 400 poloneses mudaram de lado. Após a guerra, a constituição haitiana declarou que, como os poloneses mudaram de lado e lutaram por sua causa, todos os poloneses poderiam se tornar cidadãos haitianos. Muitos dos poloneses que foram enviados ao Haiti permaneceram lá. A maioria de seus descendentes vive em Cazale e Fond-des-Blancs.

## América do Sul
Houve uma migração política e econômica de poloneses para a América do Sul desde meados do século XIX. O maior número foi para o Brasil, seguido pela Argentina.

### Argentina
Na Argentina, os poloneses são uma das minorias mais significativas, com cerca de 500.000 pessoas. O parlamento da Argentina declarou 8 de junho como o Dia dos Colonos Poloneses.

### Brasil

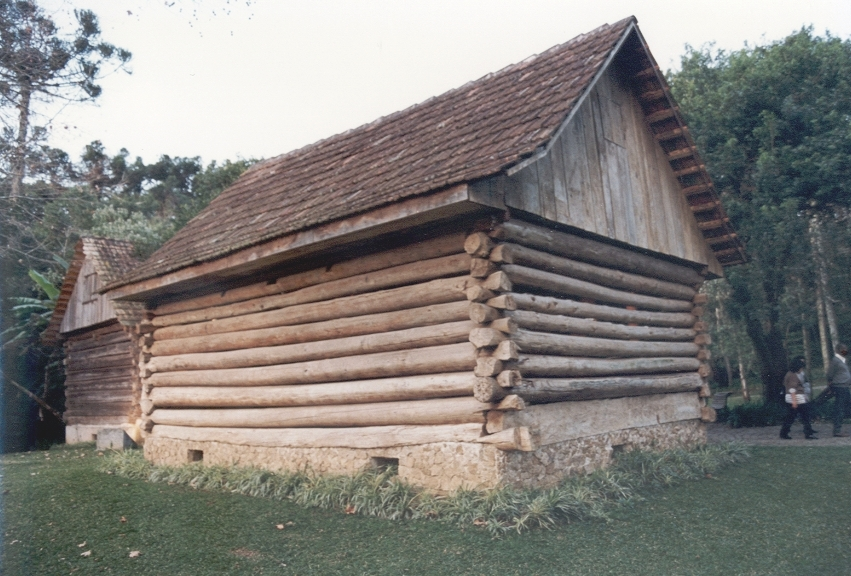
Arquitetura antiga polonesa em Curitiba.

O número de pessoas de ascendência polonesa no Brasil é estimado em 3 milhões. A maioria dos poloneses brasileiros é católica, mas há judeus e minorias não religiosas. A mais antiga (1871) e maior concentração de poloneses está na cidade de Curitiba, Paraná. Outras grandes comunidades podem ser encontradas no Rio Grande do Sul e no Espírito Santo. Ambos estão nas regiões Sul e Sudeste.

### Chile
Um pequeno número de poloneses chegou ao Chile. Os primeiros chegaram durante as guerras napoleônicas. No início do século XX, havia cerca de 300 poloneses no Chile, mas eles eram considerados alemães. Após a Segunda Guerra Mundial, de 1947 a 1951, cerca de 1.500 poloneses, em sua maioria Zivilarbeiter, bem como alguns ex-soldados e detentos de campos de concentração nazistas, estabeleceram-se no Chile e, em 1949, foi fundada a Associação de Poloneses no Chile. Estima-se que 45.000 poloneses étnicos vivam no Chile. A maioria vive em Santiago do Chile. Um dos chilenos poloneses notáveis é Ignacy Domeyko.

### Colômbia
Estima-se que cerca de 3.000 poloneses vivam na Colômbia, a maioria em Bogotá.

### Uruguai
A imigração polonesa no Uruguai levou os poloneses a se estabelecerem no final do século XIX e início do século XX. Estima-se que cerca de 10.000 a 50.000 descendentes de poloneses vivam no Uruguai, a maioria em Montevidéu, a capital. Em geral, os poloneses vieram quando os alemães e os russos governavam a Polônia e, por isso, eram conhecidos como "alemães" ou "russos".

### Venezuela
A colônia polonesa na Venezuela está bem espalhada pelo país, mas a maioria dos poloneses e seus descendentes vive em grandes cidades como Caracas, Maracaibo e Valência.

## Oceania

### Austrália

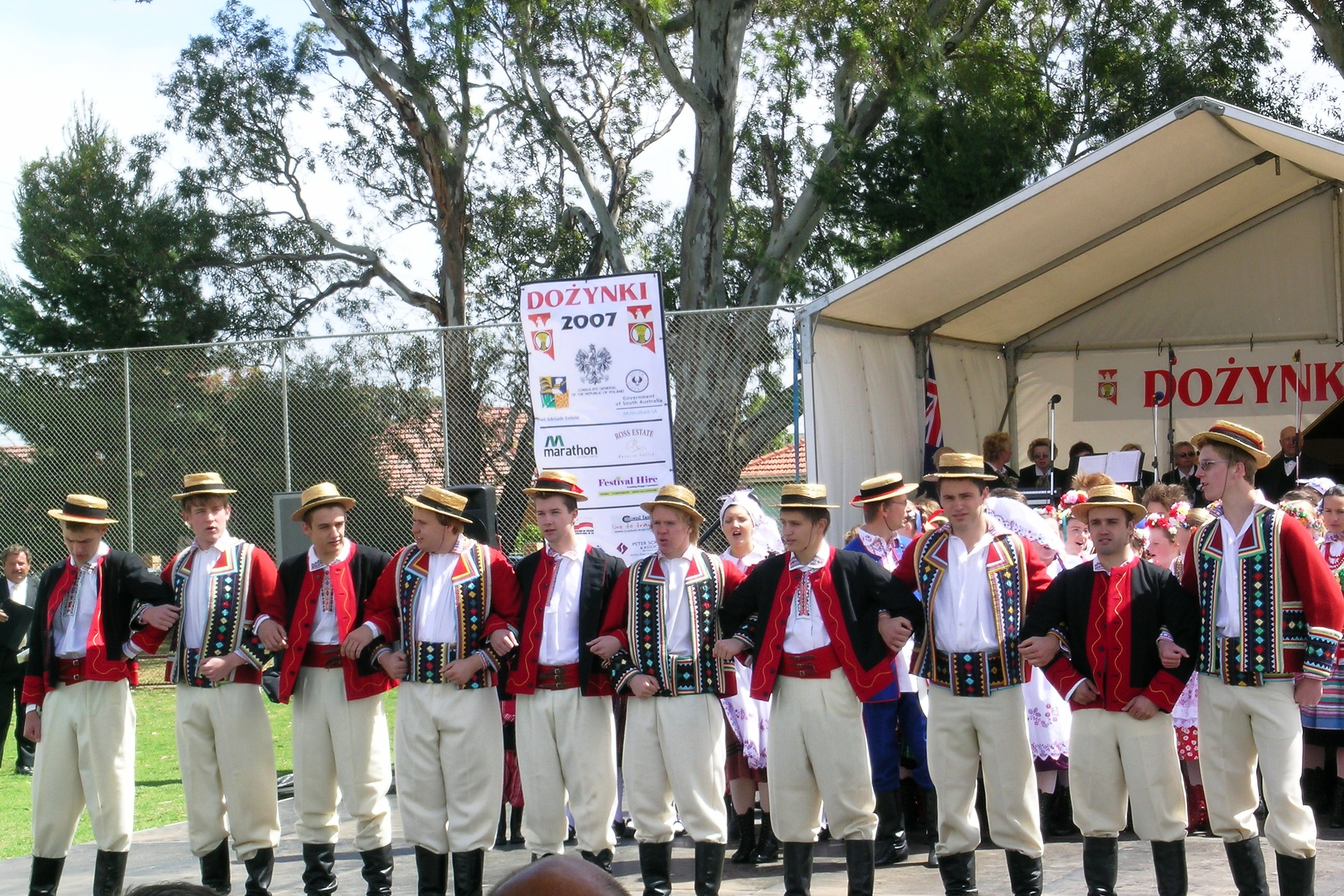
Festival Dożynki Polonês em Adelaide, Austrália do Sul

Os primeiros colonos poloneses chegaram ao sul da Austrália em 1856. Após a Segunda Guerra Mundial, muitas pessoas migraram forçadamente da Polônia para a Austrália, inclusive soldados da Brigada Independente Polonesa dos Cárpatos (os "Ratos de Tobruk"). Entre 1947 e 1954, mais de 50.000 poloneses migraram para a Austrália, buscando refúgio depois que muitos foram deslocados durante a Segunda Guerra Mundial.
Atualmente, há 45.884 australianos nascidos na Polônia, de acordo com o censo de 2021.
De acordo com o censo de 2021, há 209.284 australianos poloneses.

### Nova Zelândia
Em 1944, mais de 700 órfãos poloneses, sobreviventes do reassentamento forçado de poloneses na Sibéria soviética, e seus cuidadores foram temporariamente reassentados em um campo de refugiados em Pahiatua, Nova Zelândia. Inicialmente, planejava-se que as crianças voltassem para a Polônia após o término da Segunda Guerra Mundial, mas como não tinham casas ou famílias para onde voltar, elas acabaram sendo autorizadas a permanecer na Nova Zelândia após o término da guerra.
No censo de 2013, o número de neozelandeses poloneses era de 1.944 por nascimento e 2.163 por etnia; deles, 42% viviam na região de Auckland e 23% na região de Wellington.

## Ásia

### Azerbaijão
Na nação, há uma longa história de poloneses no Azerbaijão (polonês: Polacy w Azerbejdżanie, azerbaijano: Azərbaycan polyakları). No entanto, a atual população polonesa da República do Azerbaijão é menor do que no passado. O número de pessoas de ascendência polonesa em Baku é de cerca de 2.000 e vários milhares de poloneses que se identificam como tal vivem no Azerbaijão. Os poloneses, como grupo étnico, vivem no Azerbaijão há séculos. O Império Russo incluiu o Azerbaijão e partes da Polônia durante o século XIX, o que foi uma das principais causas da minoria polonesa no Azerbaijão.

### Índia
O marajá indiano Digvijaysinhji Ranjitsinhji, após a notícia de que a Polônia estava sendo dividida pela União Soviética e pela Alemanha nazista na Segunda Guerra Mundial, acolheu um grande número de refugiados poloneses, a maioria crianças. Eles foram o primeiro grupo polonês na Índia. Após a guerra, um pequeno número de poloneses decidiu ficar, formando o primeiro grupo da diáspora polonesa na Índia.

### Japão
Recentemente, 1.626 residentes da Polônia foram registrados no Japão de 2000 a 2018.

### Cazaquistão
O primeiro polonês a viajar para o Cazaquistão foi provavelmente Benedito da Polônia, enviado como parte da delegação do Papa Inocêncio IV ao Khagan Güyük do Império Mongol. Mais tarde, mais poloneses chegaram ao Cazaquistão durante a época pós-soviética. Atualmente, esses poloneses vivem em Karaganda, com uma população de 47.300 pessoas.

### Israel
Nos primeiros anos do sionismo, os imigrantes judeus da Polônia (então dividida entre a Áustria-Hungria, o Reino da Prússia e o Império Russo) foram uma parte significativa da imigração ideologicamente motivada para a então Palestina durante a Segunda Aliá e a Terceira Aliá. Muitos judeus de origem polonesa tiveram papéis de destaque na formação do Yishuv, a comunidade judaica autônoma de orientação sionista na Palestina obrigatória, a partir da qual Israel se desenvolveu. Após o Holocausto, muitas pessoas judias deslocadas na Europa que acabaram chegando a Israel também eram de origem polonesa. Nas gerações posteriores, eles geralmente abandonaram os idiomas polonês e iídiche em favor do hebraico moderno. Cerca de 4.000 poloneses étnicos não judeus vivem em Israel. Há também cerca de 50.000 imigrantes judeus da Polônia, com afinidade com o idioma e a cultura poloneses, e cerca de 150.000 de seus descendentes com muito pouca afinidade remanescente.

### Filipinas
Durante a colonização espanhola, a maioria dos poloneses imigrou para as Filipinas, principalmente para o trabalho missionário do clero católico em outros países asiáticos. Um desses poloneses foi Wojciech Męciński, um missionário jesuíta de Cracóvia. Mais tarde, outros poloneses vieram para as Filipinas, mas a maioria eram poloneses americanos, inclusive Michael Sendzimir, um segundo tenente que trabalhou na 98ª Divisão de Infantaria durante a Segunda Guerra Mundial. Atualmente, a comunidade polonesa nas Filipinas tem cerca de 93 pessoas. Alguns desses poloneses vieram para as Filipinas como imigrantes, ex-patriotas, estudantes estrangeiros de intercâmbio ou se estabeleceram nas Filipinas com seus cônjuges filipinos. Alguns membros da comunidade polonesa nas Filipinas incluem Robert Jaworski, jogador de basquete e ex-senador, Zaldy Zshornack (1937-2002) e um polonês australiano, Peter Pysk, que fundou um restaurante polonês chamado Babci Kuchnia. A maioria dos poloneses vive na região metropolitana de Manila, e a comunidade polonesa é a quarta maior comunidade da Europa Central, depois das comunidades alemã, húngara e albanesa no país.

### Emirados Árabes Unidos
Recentemente, há 2.000 poloneses vivendo nos Emirados Árabes Unidos. Os poloneses migraram para o país para trabalhar. Atualmente, a comunidade polonesa nos Emirados Árabes Unidos é a maior população polonesa do mundo árabe.

## África

### África do Sul
De acordo com o Conselho da Polônia na África do Sul, 25.000 a 30.000 poloneses vivem lá. A comunidade polonesa na África do Sul remonta à Segunda Guerra Mundial, quando o governo sul-africano concordou com o assentamento de 12.000 soldados poloneses e cerca de 500 órfãos poloneses sobreviventes do reassentamento forçado de poloneses na Sibéria soviética. Mais poloneses chegaram nas décadas de 1970 e 1980, sendo que vários deles eram especialistas que vieram para obter contratos de trabalho e decidiram permanecer no país. Magda Wierzycka, que é polonesa, é a mulher mais rica da África do Sul.

## Lista de países por população de etnia polonesa
| País                          | População           | % do país | Critério                                                                                           |
| ----------------------------- | ------------------- | --------- | -------------------------------------------------------------------------------------------------- |
| Poloneses na América do Norte |                     |           | |
| Poloneses nos EUA             | 9.569.207           | 3%        | Pesquisa da comunidade americana autodeclarada de 2010                                             |
| Poloneses no Canadá           | 1.010.705           | 3%        | [ 61 ]                                                                                             |
| Poloneses no México           | 15.000              | 0,1%      | [ 62 ]                                                                                             |
| Poloneses na América do Sul   |                     |           | |
| Poloneses na Argentina        | 500.000             | 1,25%     | [ 63 ]                                                                                             |
| Poloneses no Brasil           | 1.800.000–3.000.000 | 2,5%      | [ 64 ]                                                                                             |
| Poloneses no Chile            | 45.000              | 0,2%      | [ 65 ] [ 66 ]                                                                                      |
| Poloneses na Venezuela        | 4.000–8.900         | 0,03%     | [ 67 ] [ 68 ] [ 69 ]                                                                               |
| Poloneses na Europa           |                     |           | |
| Poloneses em Bielorrusia      | 294.549–700.000     | 3,1%      | [ 70 ]                                                                                             |
| Poloneses na República Tcheca | 38.218              | 0,004%    | (Censo de 2021)                                                                                    |
| Poloneses na Dinamarca        | 5.000               | 0,001%    | [ 72 ]                                                                                             |
| Poloneses na França           | 1.000.000           | 2%        | |
| Poloneses na Alemanha         | 3.000.000–5.000.000 | 4%        | [ 73 ]                                                                                             |
| Poloneses na Islândia         | 9.371               | 3%        | Eles são o maior grupo étnico minoritário da Islândia, incluindo os imigrantes de segunda geração. |
| Poloneses na Irlanda          | 122.585             | 2,7%      | [ 74 ]                                                                                             |
| Poloneses no Reino Unido      | 700.000–1.000.000   | 1,6%      | Os poloneses são a maior comunidade de estrangeiros na Grã-Bretanha                                |
| Poloneses na Espanha          | 69.353              | 0,15%     | [ 77 ]                                                                                             |
| Poloneses na Suécia           | 110.212             | 1,14%     | [ 78 ]                                                                                             |
| Poloneses na Letônia          | 51.548              | 2,3%      | [ 79 ]                                                                                             |
| Poloneses na Lituânia         | 200.317             | 6,6%      | [ 80 ]                                                                                             |
| Poloneses na Romênia          | 3.671               | 0,1%      | [ 81 ]                                                                                             |
| Poloneses na Rússia           | 73.000              | 0,01%     | [ 82 ]                                                                                             |
| Poloneses na Ucrânia          | 144.130             | 0,3%      | [ 83 ]                                                                                             |
| Poloneses na África           |                     |           | |
| Poloneses em Gana             | 24.999              | 0,0001%   | |
| Poloneses na África do Sul    | 25.000              | 0,042%    | |
| Poloneses na Ásia             |                     |           | |
| Poloneses Cazaquistão         | 5.000               | 0,001%    | [ 72 ]                                                                                             |
| Poloneses no Líbano           | 5.000               | 0,001%    | [ 72 ]                                                                                             |
| Poloneses no Chipre           | 5.000               | 0,001%    | [ 72 ]                                                                                             |
| Poloneses nas Filipinas       |                     |           | |
| Poloneses em Israel           |                     | 7%        | [ 72 ]                                                                                             |
| Poloneses na Oceania          |                     |           | |
| Poloneses na Austrália        | 209.284             | 0,8%      | [ 84 ]                                                                                             |
| Poloneses na Nova Zelândia    | 2.871               | 0,05%     | [ 85 ]                                                                                             |
| Total na diáspora             | ≈20.000.000         |           | |
| Poloneses                     | 37.394.000          | 97%       | [ 86 ]                                                                                             |
| Total no mundo                | ≈56.000.000         |           | |